# Karlby Kirke (Syddjurs Kommune)
 Der er for få eller ingen kildehenvisninger i denne artikel, hvilket er et problem. Du kan hjælpe ved at angive troværdige kilder til de påstande, som fremføres i artiklen.

 For alternative betydninger, se Karlby Kirke. (Se også artikler, som begynder med Karlby Kirke)
Karlby Kirke er en kirke i landsbyen Karlby, 4 km nord for Hornslet.

## Forhistorie – Krogsbæk Kirke
Karlby kirke er ikke gammel. Den er afløser for den nedbrudte Krogsbæk Kirke, hvis navn sognet stadig bærer. Den lå ca. 3 km vest for Karlby på et sted, som antagelig har været en kultplads i hedensk tid. I 1100-tallet opførtes der en romansk kirke i granit. Denne bestod af skib og kor, men var uden tårn. Et våbenhus i munkesten blev tilføjet i løbet af middelalderen. Kirken var imidlertid dårligt placeret, udenfor sognets byer. Da den omkring år 1900 var stærkt forfalden, valgte man at nedbryde den og opføre en ny kirke i sognets hovedby, Karlby. Den gamle kirkes tomt, nu kendt som Krogsbæk Ødekirkegård er stadig interessant. Klokkestabelen er bevaret, ligeledes kirkegårdsdiget og nogle gravsten.

## Bygningshistorie
Den nye kirke blev tegnet af arkitekt Tage Olivarius i nyromansk stil. Indgangen er i tårnet mod vest. Dette har et pyramideformet tag og spir. Skibet og koret er ved sammenføjningen udstyret med nogle karnapper. Fra den gamle kirke valgte man at genbruge granitkvadrene, som udgør sokkelen i den nye kirke. Selve murene er dog i moderne røde mursten, enkelte dekorative elementer er udført i cement. Taget er i skifer. I kirkens indre er loftet udført med tøndehvælving.
I 1921 opførtes øst for kirken et ligkapel.

## Inventar
- Døbefonten er som det eneste stykke inventar genanvendt fra den gamle kirke. Den er i granit og fra romansk tid.
- Prædikestolen er ny.¨
- Alterprydelsen er et kors.

## Galleri
- Kirken set fra nordvest.
- Dobbeltvindue i kirkens skib. Sokkelen i granitsten fra den gamle Krogsbæk Kirke. Søjlens kapitæler er udført i cement.
- Ligkapellet fra 1921.